# Castillo de San Andrés

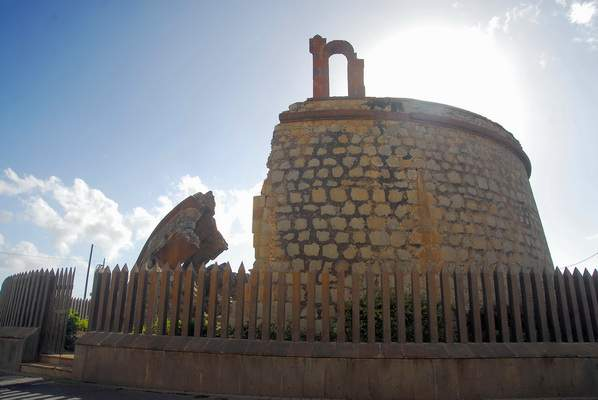
Ansicht von Nordwesten

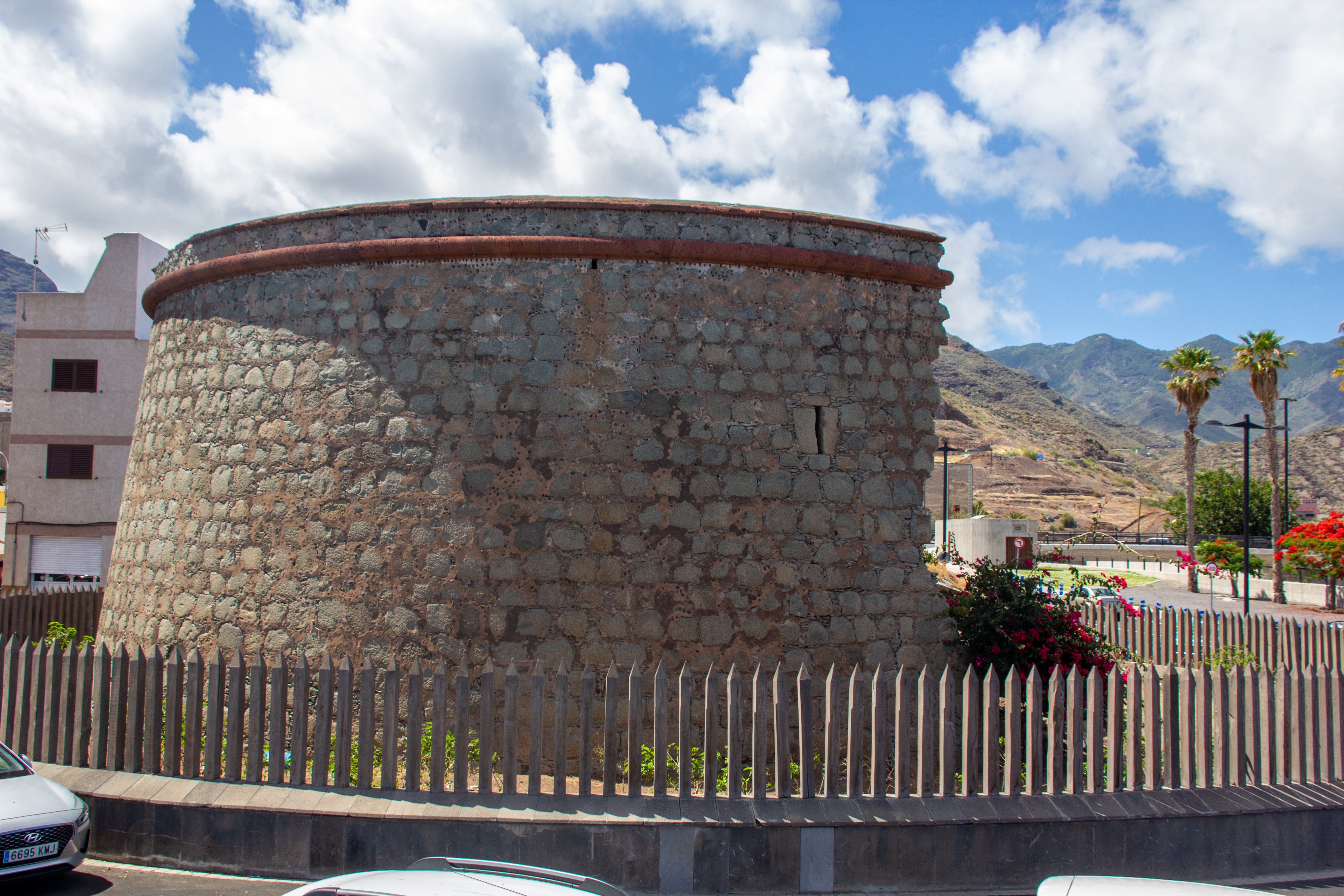
Ansicht von Südosten

Die Ruine Castillo de San Andrés, auch Torre de San Andrés  genannt, ist der Rest einer kleinen Verteidigungsanlage an der Nordostküste Teneriffas. Sie wurde 1706 errichtet und im Jahr 1895, nach verschiedenen Beschädigungen durch Hochwasser des angrenzenden Barrancos, endgültig zerstört. Die Anlage steht seit 1947 unter Denkmalschutz.

## Baugeschichte
Die Festungsanlage in San Andrés, einem Stadtteil von Santa Cruz de Tenerife, sollte die Landung von Piraten und Schmugglern im Nordosten der Insel Teneriffa verhindern. Die ersten Vorschläge für den Bau wurden im Jahr 1607 von dem Grafen von Valle de Salazar gemacht, dem große Landflächen im Nord-Osten der Insel gehörten. Er bot an, die Kosten für den Bau eines Bollwerkes zu tragen. Erst im Jahr 1706 wurde zwischen der Mündung des Barranco de las Huertas in den Barranco Cercado und dem Meeresufer ein kleiner Verteidigungsturm errichtet, der nach kurzer Zeit durch Hochwasser in dem meist trockenen Barranco zerstört wurde. Auch der im Jahr 1762 errichtete Neubau konnte den plötzlich den Barranco herunterschießenden Wassermassen eines Unwetters nicht widerstehen. 
Im Jahr 1770 wurde mit einem Wiederaufbau des Turmes begonnen. Die Anlage war durch eine Zugbrücke zugänglich. Am Eingang befand sich ein Glockengiebel mit einer Signalglocke. Das untere Stockwerk hatte Gewölbedecken und war dadurch auch zur Unterbringung eines kleinen Pulverlagers geeignet. In zwei anderen Gewölben im Südteil des Turmes waren der Kommandant und bis zu 50 Mann Besatzung untergebracht. Das Regenwasser wurde in einer Zisterne gesammelt, die 11,7 m³ fasste. Das obere, nicht überdachte Stockwerk hatte ein Steinpflaster. Es wurde 1788 mit fünf Kanonen bestückt. Im Jahr 1878 zerstörte eine neue Flut eine Teil der Anlage. Das Gebäude wurde zur Ruine erklärt. Bei späteren Gelegenheiten gab es weitere Schäden durch Unterspülungen des Fundamentes. Eine Flut im Jahr 1895 hinterließ die Anlage in ihrem derzeitigen Zustand. Im Jahr 1924 wurde das Gebäude als unbrauchbar für das Militär deklariert und am 15. Januar 1926 der Stadtverwaltung übergeben.

## Bedeutung des Castillos bei dem britischen Angriff 1797
Vom Castillo de San Andrés zum Castillo de San Cristóbal, dem Standort des Oberkommandos der kanarischen Truppen im Zentrum von Santa Cruz de Tenerife, gab es keine direkte Verbindung entlang des Ufers, sondern nur einen weit landeinwärts liegenden Pfad der über die Berge verlief. Daher war die Kommunikation auf kurze definierte Glockensignale beschränkt. Als nach dem, für die Britische Marine, misslungenen Angriff am Morgen des 25. Juli zwischen acht und neun Uhr im Castillo de San Cristóbal, der Waffenstillstand und die Abzugsbedingungen der Briten unterschrieben wurden, trieben die nicht verankerten Schiffe der Royal Navy aufgrund der Strömung in Richtung Norden. Dabei driftete das Flaggschiff Theseus in Schussweite am Castillo de San Andrés vorbei. Der Kommandant José Feo, dem die Waffenruhe nicht bekannt war, ließ das Feuer auf die Schiffe eröffnen. Die Festungsanlage hatte zu dieser Zeit zwei Kanonen. Eine davon war unbrauchbar. Die andere zerplatzte, nachdem sie etwa 20 Schüsse abgegeben hatte. Dabei wurde ein Artillerist getötet und einige weitere verletzt. Durch den Beschuss wurden ein Segel und Teile der Takelage der Theseus beschädigt.

## Denkmalschutz
Durch ein Dekret von 22. April 1949 wurden alle Castillos in Spanien unabhängig von ihrem Zustand auch als Ruinen unter den Schutz des Staates gestellt. 
Im Jahr 1999 wurden die Grenzen des geschützten Geländes im Umkreis des Castillos genau festgelegt. Am 9. April 2015 wurde der Castillo de San Andrés auf die Lista Roja del Patrimonio (Rote Liste des Kulturerbes) der Asociación Hispania Nostra gesetzt. Diese Liste enthält Bestandteile des spanischen Kulturerbes, bei denen die Gefahr des Verschwindens, der Zerstörung oder der wesentlichen Änderung besteht.